# Эмблема

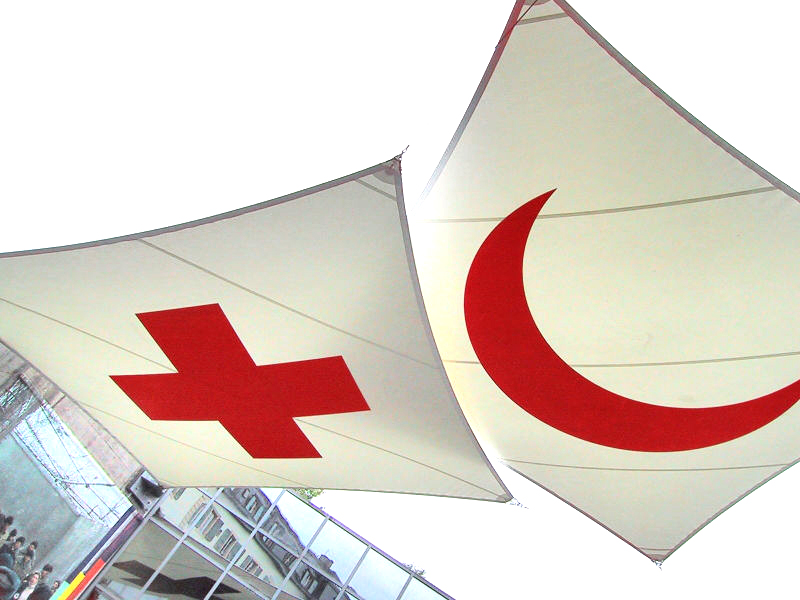
Три эмблемы женевских конвенций: Красный Крест, Красный Кристалл и Красный Полумесяц (на фотографии представлены первая и последняя)

Эмбле́ма (от греч. ἔμβλημα — «вставленная часть») — условное изображение отвлечённого понятия, идеи в рисунке или пластике, содержание которых не может быть изображено непосредственно, иконически. Поэтому в семиотике эмблему относят к неиконическим, или условным знакам. В словаре В. И. Даля эмблема трактуется как символ, аллегорическое изображение; представительство, иносказание. Однако в таком определении смешиваются разные по смыслу понятия: аллегория, символ, эмблема. А. Н. Чудинов в Словаре иностранных слов, вошедших в состав русского языка (1910 года), вполне обоснованно поясняет:
Эмблема — вещественное изображение какого-нибудь отвлечённого понятия.

## Определение понятия
Эмблема исторически возникла и существует в границах изобразительного искусства: в рисунке, гравюре, рельефном изображении. Но от прочих изобразительных форм отличается тем, что представляет собой предельно обобщённый изобразительный образ, смысл которого много шире содержания объекта (группы объектов, их деталей), который представляет само изображение. Например, цветок ириса — эмблема города Флоренции, двуглавый орёл — эмблема Австро-Венгерской и Российской империй (Византия никогда не имела своего герба) , пентаграмма — эмблема пифагорейцев, восьмиугольный крест — эмблема Мальтийского ордена.
В этом значение эмблемы близко символу. Однако в отличие от изобразительных символов и аллегорий, как и от общего понятия знака, эмблема соединяет абстрактное и конкретное в своеобразной композиционной форме. Символ непосредственно не изображает обозначаемое явление, а только на него указывает, он не имеет с ним видимого сходства. Иконические (изобразительные) знаки похожи на изображаемый предмет. Аллегория сообщает об обозначаемом косвенно, с помощью символических атрибутов. В эмблеме соединяются иконические знаки, символы и атрибуты, и благодаря такому соединению возникает новый смысл, возможность обозначить явление более сложного порядка, чем изображение одного конкретного предмета или даже абстрактного понятия. Эмблема одновременно конкретна и абстрактна. Причём в эмблеме, как правило, обретают новые композиционные связи предметы, которые в обыденной жизни не связаны. Это придаёт эмблемам особенно ёмкий метафорический смысл».
В символах выражена колеблющаяся по смыслу, неопределённая сумма пережитых художником впечатлений, которая и для самого художника в виде отвлечённого обобщения не существует, ибо художник мыслит образами, а не понятиями. Там же, где отвлечение переводится в форму вещественного иносказания, мы получаем не символ, а аллегорию — отвлечённую идею, одетую в оболочку конкретного образа. Поэтому «Ночь» Микеланджело или барельеф, изображённый Иваном Тургеневым в стихотворении в прозе Necessitas-Vis-Libertas, — не эмблемы, а символы, придающие движение мысли, осложняющие её.
Во многих случаях благодаря эмблематическим композиционным связям изображённые на эмблемах предметы могут изменять своё исходное значение. Классическими примерами являются алхимические и масонские эмблемы. В западноевропейском Средневековье примером эмблематического искусства является геральдика, искусство составления гербов. Близкий вид искусства — изобразительные композиции на медалях, монетах, печатях — сфрагистика. Отсюда ещё одно название средневековых эмблем, в частности родовых гербов, — импреса (лат. im-pressere — «вдавливать, печатать»).

## История

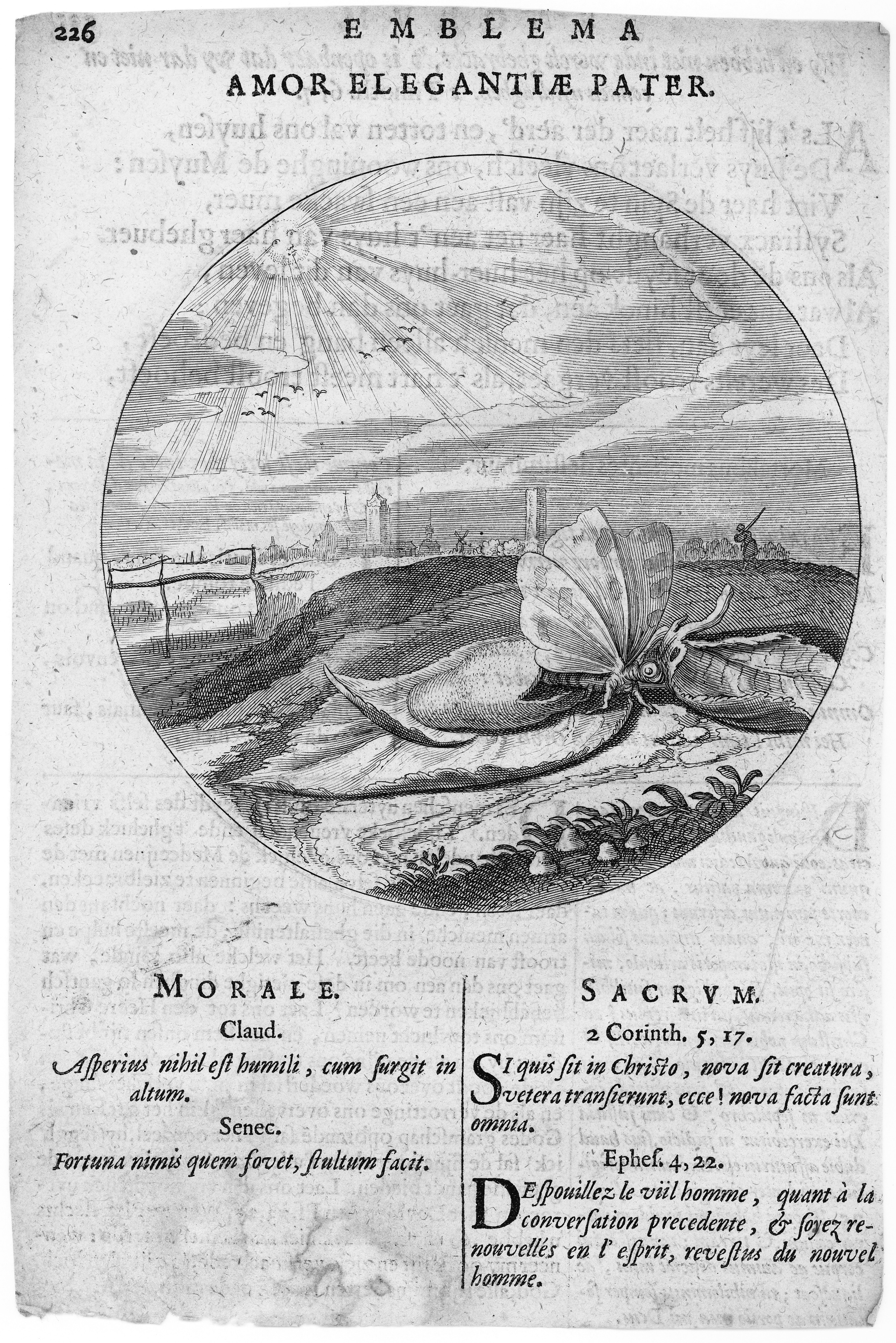
Эмблема, 1620 год — гравюра на меди, вероятно, Яна Геррица Свелинка (род. ок. 1601 г.) по рисунку Адриана ван де Венна (1589—1662)

В Древней Греции словом ἔμβλημα («вставленная часть») называли накладное украшение, элемент, аксессуар воинского снаряжения, вооружения на щите, шлеме, а также накладные детали мраморных капителей и орнаментальных фризов из позолоченной бронзы в архитектуре.
В Древнем Риме эмблема (emblēma — «выпуклое изображение») — знак отличия (инсигния), принадлежности к определённому классу, также — воинский знак (символ) легиона. Эмблема — также мозаичная вставка в оформлении стены здания (imblamata).
Ещё одна разновидность античных эмблем — «лентообразная вставка» (emblema vermiculatum): мозаичная вставка в ленточном обрамлении для пола. Мастеров, делавших такие вставки, называли мастерами «по накладным работам», или крустариусами. Образцов мозаичных эмблем сохранилось множество в памятниках античной и средневековой архитектуры.

### Эмблемники (XVI—XVII века)

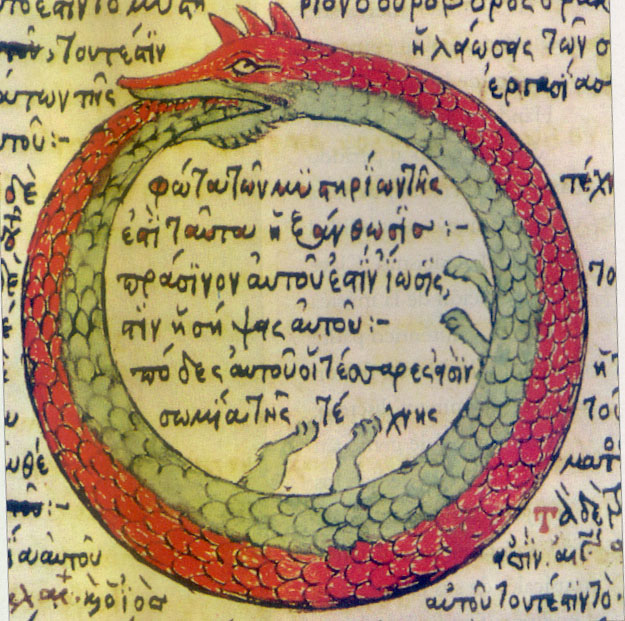
Изображение уробороса (Змея, кусающая свой хвост) в алхимическом трактате 1478 года, автор — Т. Пелеканос

Многозначность предметов в эмблематических композициях обусловило включение в эмблемы поясняющих надписей, девизов, афоризмов и монограмм. Это ещё более углубляет содержание эмблем, заключающееся в отношениях, связях, аллюзиях и сравнениях. Со временем возникла потребность в специальных изданиях, сборниках, толкующих замысловатые и запутанные эмблемы древности.
- В 1505 году в Венеции знаменитый издатель Альд Мануций выпустил в свет сочинение Гораполлона «Иероглифика» («Священные письмена»), созданное в IV в. до н. э. В книге, как сообщается в тексте, толкуется «священный язык египетских жрецов».

В 1531 году а Аугсбурге издатель Г. Штайнер решил, без разрешения автора, переиздать эпиграммы на современников, использовавшие темы и персонажей античной мифологии, авторства Андреа Альчато (Милан, 1522) и украсить книгу по собственному усмотрению, заказав аугсбургскому гравёру Й. Брею Старшему иллюстрации в технике ксилографии. Художник текста не видел, и созданные им иллюстрации не соответствуют содержанию, кроме того, часть гравюр перепутана, но это не помешало успеху книги. В таком «зашифрованном виде» книга выдержала до 130 изданий в разных странах Европы. Это издание Emblematum Uber стало первым «эмблемником», положив начало новому литературному жанру «эмблематическая книга».
Затем последовали:
- В 1565 году в Антверпене издана книга «Эмблемата» (Emblemata), сочинение А. Юниуса.
- В 1581 году во Франкфурте — аналогичное произведение Н. Рейснера.
- В 1592 году в том же городе выпущена книга «Прообразы произведений отца Георгия Хуфнагеля», созданная нидерландским художником Якобом Хуфнагелем по рисункам отца — известного мастера книжной миниатюры из Антверпена Йориса, или Георга, Хуфнагеля. Хуфнагель Старший служил «иероглификом» при дворе императора Рудольфа II Габсбурга в Праге. Гравюры книги с пояснительными надписями в сущности представляют собой сборник эмблем.
- В Риме в 1593 году, а затем в Падуе в 1603 и 1611 годах издавалась знаменитая и любимая художниками барокко «Иконология» Чезаре Рипы. В 1670, 1704, и 1758—1760-х годах издание повторяли на немецком языке в Аугсбурге. Издание переводили на французский (1644, 1677, 1681 и 1698), английский (1709, 1779, 1785), голландский (1644 и 1750) и другие языки. Причём иллюстрации для разных изданий добавляли произвольно из различных источников. Эмблемы, символы и аллегории многократно повторялись гравёрами, орнаменталистами, декораторами в разные годы и в разных странах. Книгу издавали в переводе на разные европейские языки многократно в XIX—XX веках.
- В 1590—1604 годах в Нюрнберге и в 1668 году в Майнце издавалась книга Иоахима Камерария «Избранные эмблемы и символы» (Emblemata et Symbola Selecta) в 4-х томах. Книга была очень популярна. В России при Петре Великом её выпускали дважды: в 1705 году (в русском переводе, напечатана в Амстердаме) и в 1719 году, затем в 1788 и в 1809 годах[7]. Примечательны слова, вынесенные в качестве эпиграфа к этой книге: «Как тело и душа, будучи воедино сопряжены, соделывают естественную связь человека: так известные образы и слова, вместе сложены будучи, составляют совершенный смысл, и человеческим очам представляют вразумительные эмблемы и символы».
- «Эмблемы любви» (Amorum Emblemata) Отто ван Веена (или Вениуса), голландско-фламандского живописца, также работавшего в Праге при дворе Рудольфа II (книга выпущена в Антверпене в 1608 г.),
- «Книга эмблем» Р. Виссера (1614, Амстердам).
- В 1682 г. курфюрст Пфальцский Карл II составил и издал сборник «Христианские символы Филотеуса» (Philothei Symbola Christiana; «Филотеус» означает «Боголюбящий»). Под Филотеусом имелся в виду его отец, Карл I Людвиг.
- В 1685 году в Париже вышел «Сборник эмблем, девизов, медалей, иероглифических фигур и монограмм» с более, чем 1200 иллюстраций, составленный французским гравёром Н. Верьеном[англ.] (переиздания 1697 и 1724 годов).

### Элоквенция (XVIII век)
Подобную деятельность в XVIII веке называли элоквенцией (eloquentia — «дар слова, красноречие»). Разнообразные книги символов и эмблем представляли собой подлинные художественные энциклопедии того времени. В Санкт-Петербурге в 1735—1747 годах главным составителем и толкователем эмблем, символов и аллегорий был секретарь Академии наук, немец Якоб Штелин.

## Эмблематическое искусство
Новые эпохи рождали новые эмблемы. По причине многообразия внешних композиционных связей они распространены в различных видах декора в архитектуре, декоративном и декоративно-прикладном искусствах.
Русский исследователь А. Б. Салтыков, анализируя особенности эмблем, трактовал эмблематическое искусство шире, чем это принято в академической традиции, и назвал одной из главных закономерностей формообразования в декоративно-прикладном искусстве «тенденцию эмблематического расширения художественного образа».

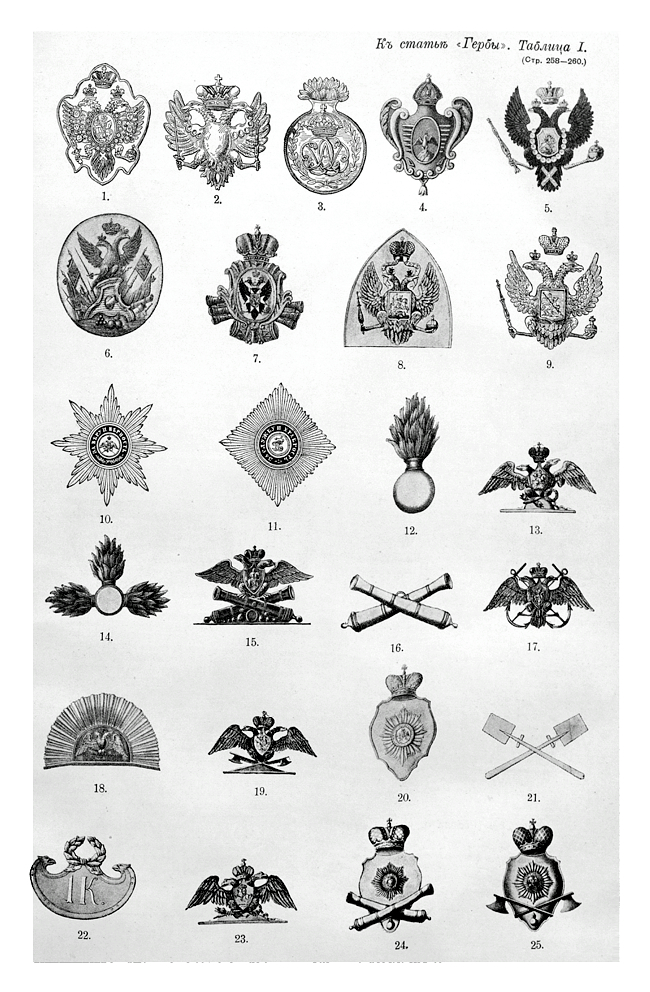
Рисунки из статьи «Гербы» (ВЭС, 1912 год
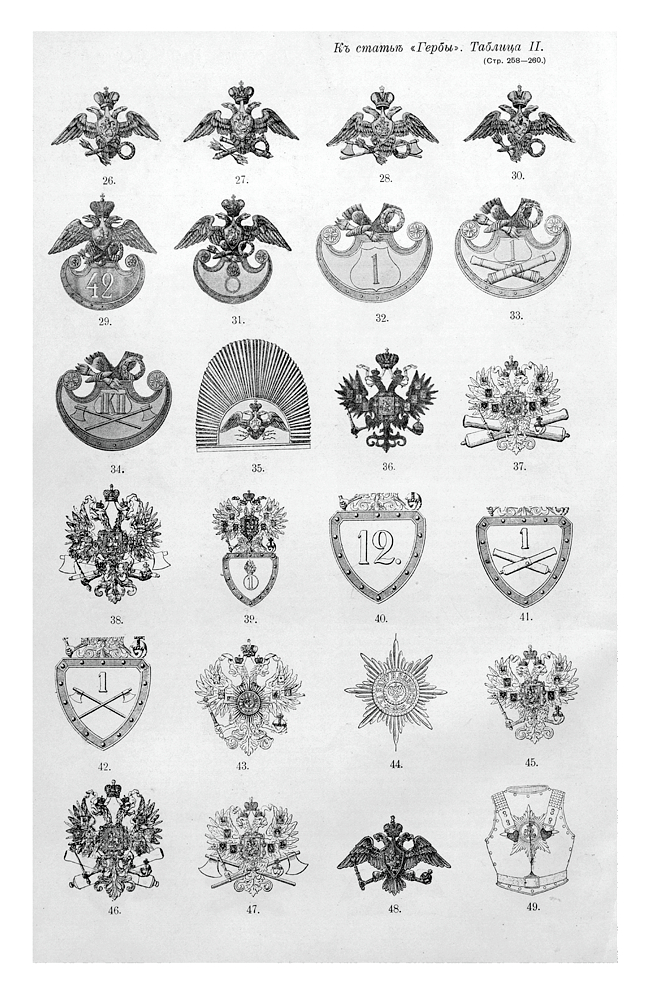
Рисунки из статьи «Гербы» (ВЭС, 1912 год)
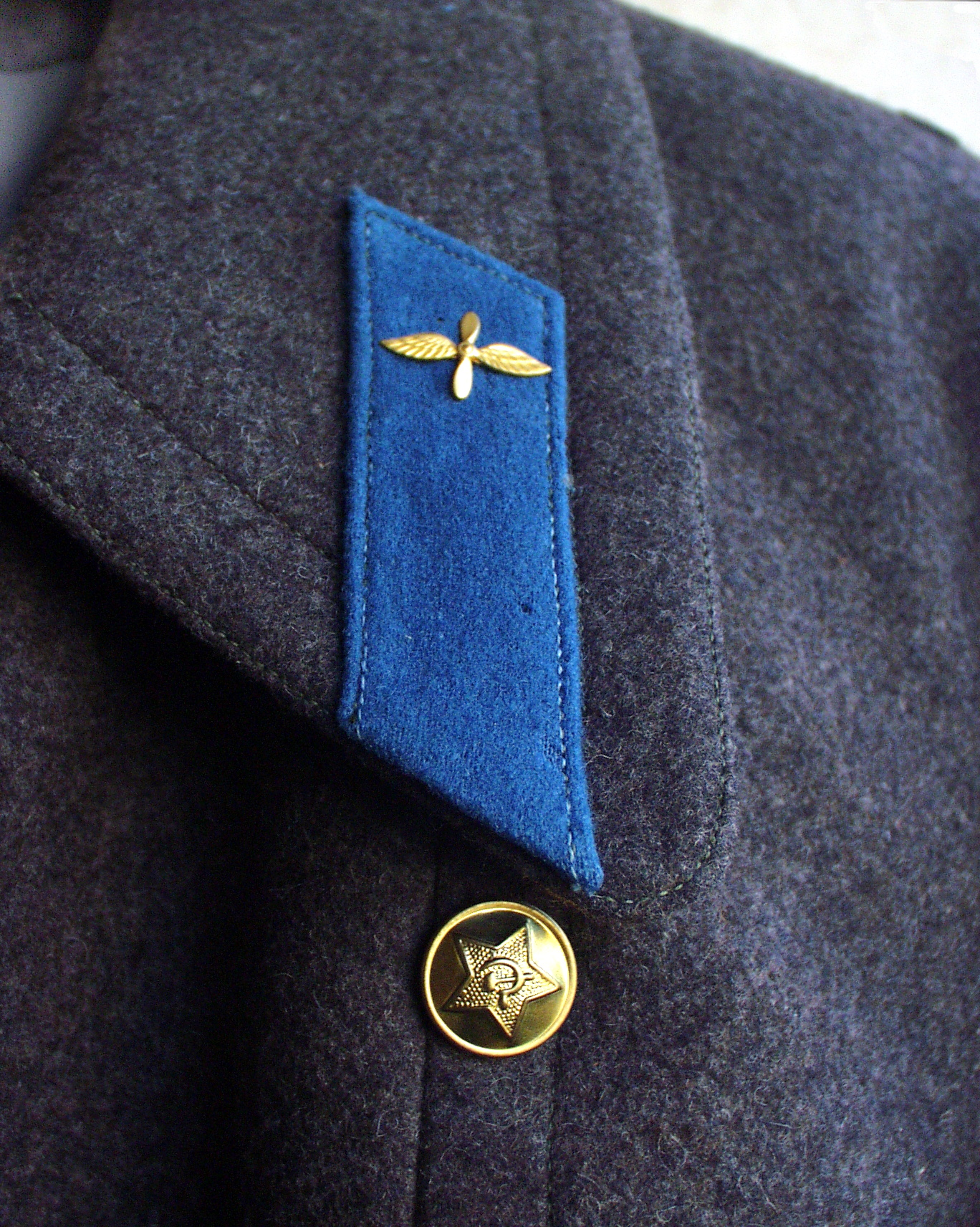
Эмблема авиации[9] ВС СССР на петлице
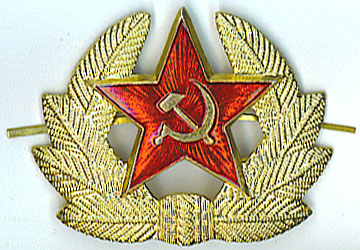
Звезда с эмблемой[10] к головным уборам военнослужащих срочной службы ВС СССР
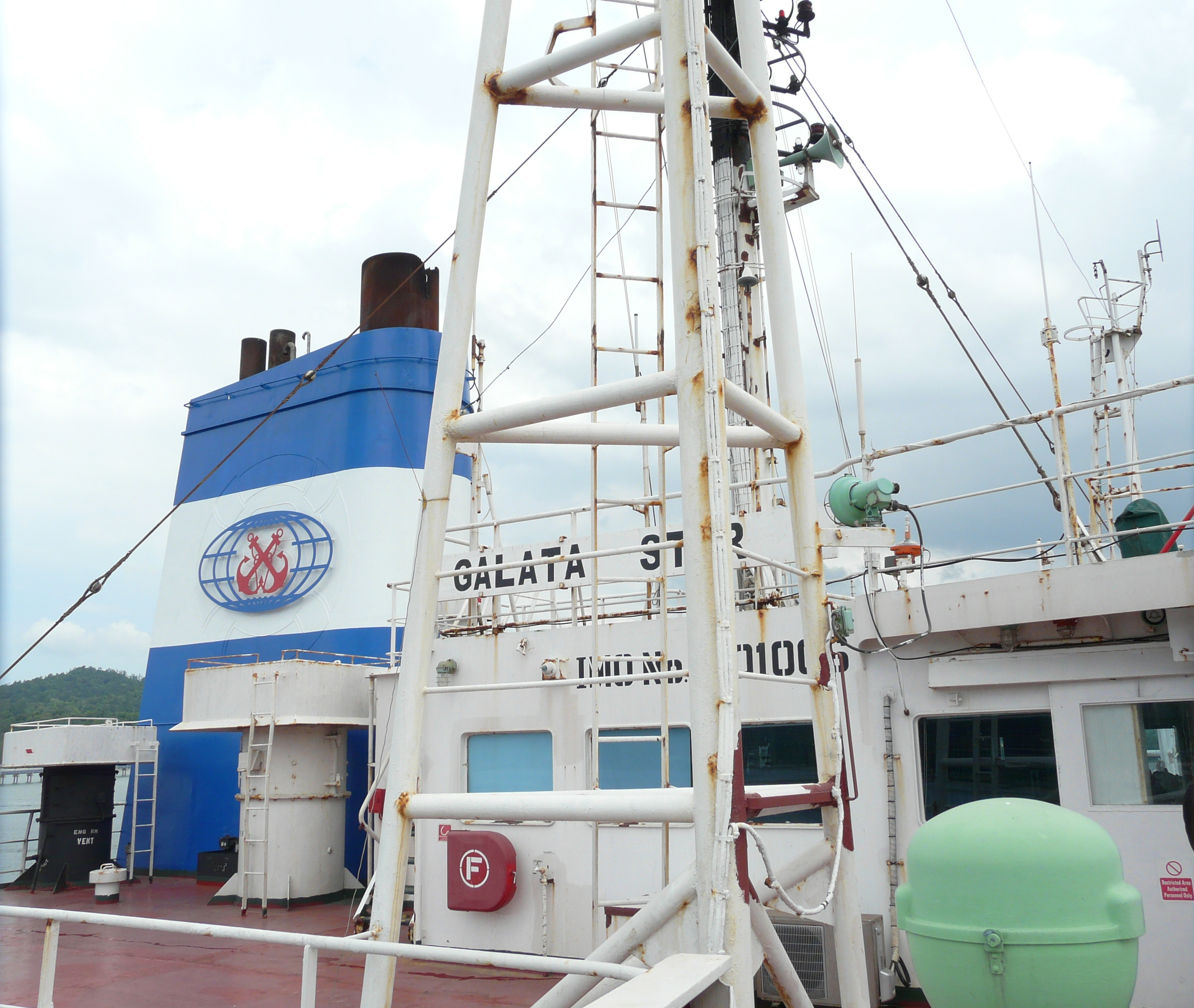
Труба балкера Galata Star компании Pacmar Shipping. Видно, что на трубе ранее была другая эмблема, которая затёрта или срезана и закрашена, потому что ранее судно принадлежало другой компании. Со сменой компании меняют и эмблему на трубе судна
Петличный знак с эмблемой ведомственной охраны Росжелдора (эллипсообразное колесо с крыльями, за которым расположены скрещенные меч и пожарные топоры[11]

## Примеры
- Якорь — надежда.
- Змея, кусающая свой хвост — вечность.
- Кадуцей Меркурия — торговля.
- Лира — музыка.
- Серп и молот — единение рабочих и крестьян.